# Pieter Straat

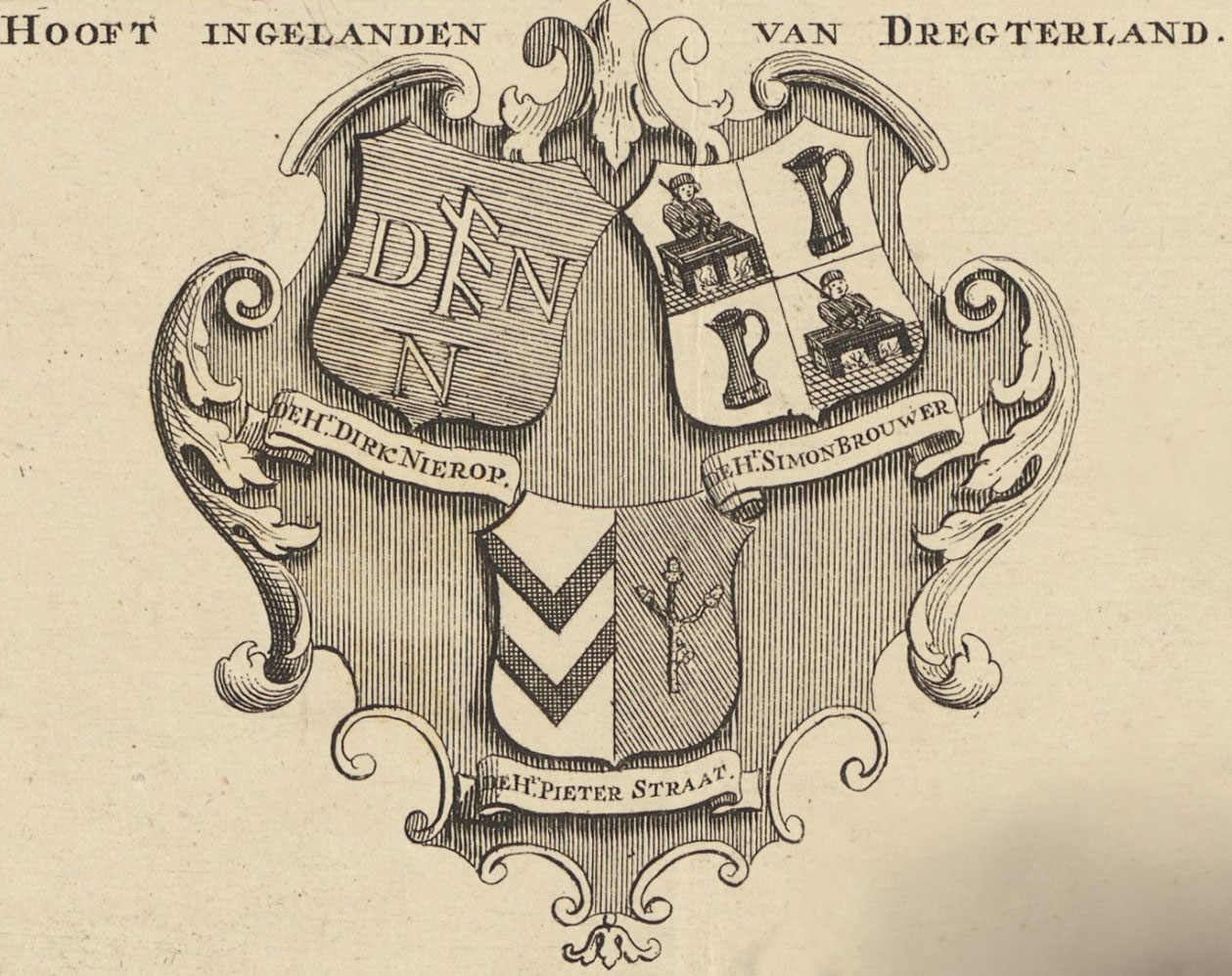
Wapenschild Drechterland met onderin het wapen van Pieter Straat

Pieter Straat (ca. 1690 – Bovenkarspel, 11 januari 1752) was schoolmeester en burgemeester in Bovenkarspel. Naast zijn gelegenheidsgedichten is hij vooral bekend van zijn publicatie samen met Pieter van der Deure over het vervangen van wierdijken door dijken met een steenglooiing.

## Levensloop

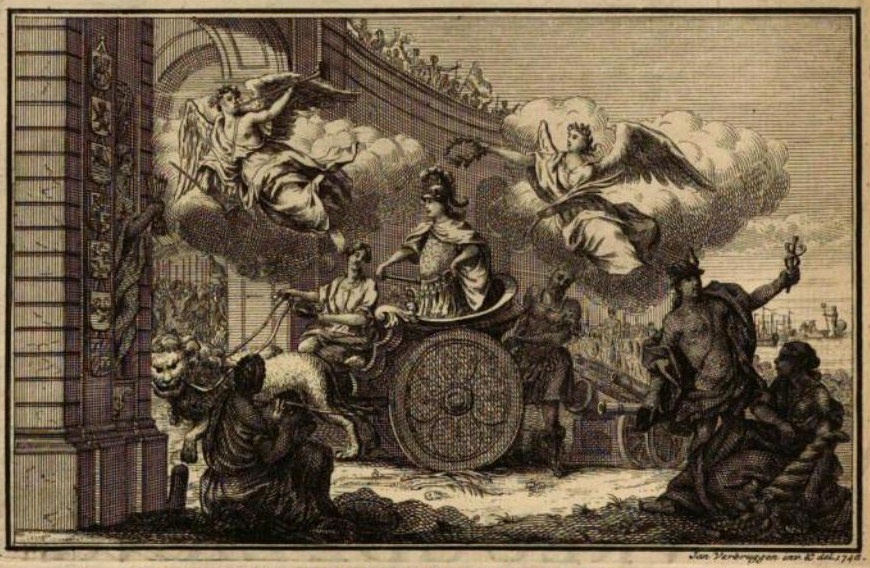
Titelplaat bij gedichten in "Oranjeboom"

Hij was schoolmeester te Bovenkarspel wanneer hij in 1707 huwde met Grietje Schage uit Enkhuizen. Van 1721 tot zijn dood werd hij voor 22 jaarlijkse termijnen verkozen tot burgemeester van Bovenkarspel. Daarnaast was hij schepen in 1723. Kort na zijn laatste benoeming tot burgemeester op 1 januari 1752 stierf hij.

### Gelegenheidsdichter
Hij heeft veel gelegenheidsgedichten gemaakt van matige kwaliteit, sommige zijn als apart boekje uitgegeven. Ook schreef hij bijv. een lofgedicht op het boek van Daniël Willink (Lusthof der Christelyke dank- en beedegezangen). Daarnaast een aantal lofzangen op het Oranjehuis.

### Hoofdingeland
Straat was ook hoofdingeland van het dijkgraafschap (=waterschap) van Drechterland. In die functie heeft hij onder andere een kaart van het naastgelegen dijkgraafschap der Vier Noorder Koggen gemaakt, die gegraveerd en uitgegeven is door Hendrik de Leth in Amsterdam. Er is wel een kaart van Drechterland bekend van 1723, maar die is niet van Straat, zijn naam staat daar ook niet bij.

## Wierdijken en de paalworm

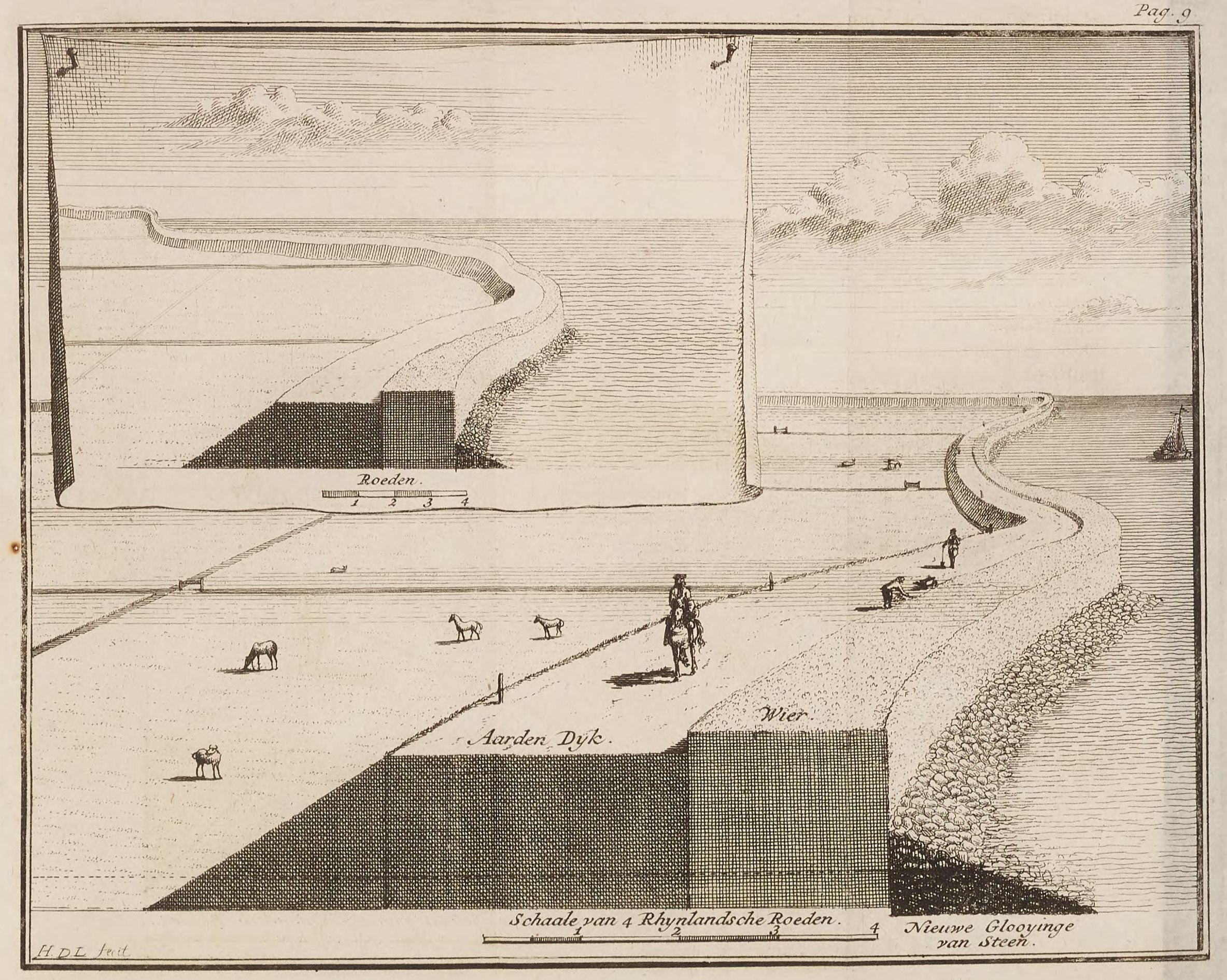
Doorsnede van een verbeterde wierdijk

De Westfriese zeedijken werden sinds ongeveer 1400 aangelegd als wierdijken. Dit zijn aarden dijken met aan de zeezijde een dik pak zeegras (dit werd destijds wier genoemd) om de golfslag te dempen. Het zeewier werd op zijn plaats gehouden door krebbingen, zware verticaal staande houten palen op korte afstand van elkaar. In de 18e eeuw werden deze palen zwaar aangetast door de paalworm (teredo navalis), een schelpdier uit tropische wateren. Van Zutphen (1818) meldt dat deze "worm" door een Frans eskader uit West-Indië is meegekomen, andere bronnen legden de oorsprong in Azië. In Nederland is schade door de paalworm het eerst waargenomen in 1732 bij de Westkappelse Zeedijk, en heeft zich daarna snel door Nederland verspreid. Deze aantasting bracht de dijken in groot gevaar, met name de wierdijken. Vervangen van al het houtwerk was heel kostbaar, en niet afdoende. De nieuwe palen zouden gelijk weer aangetast worden. In West-Friesland werd een wedstrijd uitgeschreven om een oplossing te vinden. In dit kader hebben Pieter Straat en Pieter van Deure hun publicatie geschreven.

## Het plan van Straat en Van der Deure

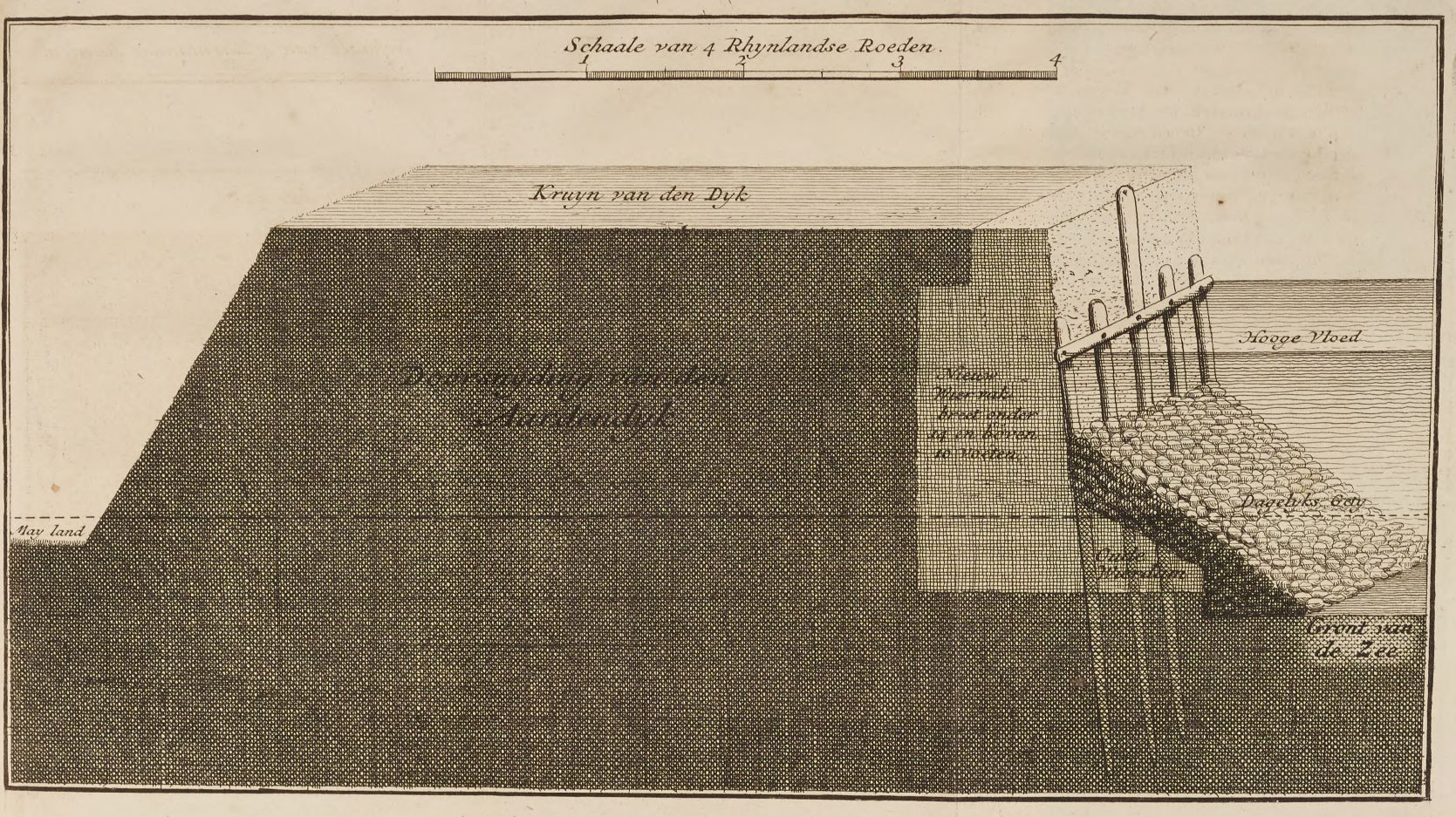
Doorsnede van een verbeterde wierdijk voor dieper water

Pieter Straat en Pieter van der Deure hebben in 1733 een plan gepresenteerd om het probleem van de wierdijken op te lossen, en in een tweede druk van 1735 een rekenvoorbeeld toegevoegd. Het boekje had als titel: Ontwerp tot een minst kostbaare, zeekerste en schielykste herstelling, van de zorgelyke toestand der Westfriesche zeedyken; zonder dat het voortknagend zeegewormte daar aan eenige hindernisse kan veroorsaaken. Dus na rype overweeginge te saamen gestelt, in den jaare 1733, en nu de heylsame gevolgen, daar van door de bevindinge aangetoont en vermeerdert met een nader ontwerp hoe men de dyken, daar de grootste dieptens zyn op de zekerste, minst kostbaarste, en schielykste wyze kan herstellen; met byvoeginge van een calculatie der kosten, uitvoerig aangetoont.
In hun boekje stellen ze voor om langs de hele Westfriese Zeedijk een steenglooiing aan te brengen in de vorm van losgestorte "kei- en klipsteen" (ronde keien en breuksteen, zie bijgaande figuurtjes). Dit verbeteringsplan voor alle dijken zou fl 1,8 miljoen (=€22 miljoen in 2021). moeten gaan kosten. Men vond dit de beste oplossing, alhoewel het veel geld kostte, van der Aa meldt hierover (uit andere bronnen): Indien men in aanmerking neemt dat dit onheil eene oorzaak van 's lands ondergang kon geworden zijn, dan moeten wij ons verblijden dat 's lands Staten niet alleen hun ontwerp beproefden, maar dat ook dit met den besten uitslag bekroond werd, al was het dan ook met zulke zware kosten, dat het beglooijen van den zeedijk van Enkhuizen tot Amsterdam zes en vijftig tonnen gouds beliepen.
- Virtual International Authority File: 284525520